# Thomas R. Burman
Thomas R. Burman (* 28. November 1940 in Los Angeles, Kalifornien) ist ein US-amerikanischer Maskenbildner und Spezialeffektkünstler.

## Leben
Burman begann seine Karriere im Filmstab 1968 beim Science-Fiction-Film Planet der Affen ohne Namensnennung im Abspann. Auch bei einigen folgenden Filmproduktionen blieb er ohne Credit. Nach seinem Wirken an Steven Spielbergs Unheimliche Begegnung der dritten Art nahm seine Karriere an Fahrt auf, und er arbeitete in der Folge an zahlreichen Hollywoodproduktionen, unter anderem Die Goonies, Stirb Langsam 2, Der Pate III und Schmeiß’ die Mama aus dem Zug!. Im Laufe seiner Karriere arbeitete er unter so renommierten Regisseuren wie Richard Donner, Francis Ford Coppola, Kenneth Branagh und Brian De Palma. 1989 war Burman für Richard Donners Komödie Die Geister, die ich rief … zusammen mit Bari Dreiband-Burman für den Oscar in der Kategorie Bestes Make-up und beste Frisuren nominiert, die Auszeichnung ging in diesem Jahr jedoch an Tim Burtons Horrorkomödie Beetlejuice.
Burman war neben seinen Filmengagements auch für das Fernsehen tätig, darunter die Serien Die Abenteuer des jungen Indiana Jones, Nip/Tuck – Schönheit hat ihren Preis, Private Practice und Grey’s Anatomy. Für sein Wirken beim Fernsehen war er zwischen 1987 und 2011 insgesamt 27 Mal für den Primetime Emmy nominiert, fünf Mal konnte er hierbei die Auszeichnung gewinnen.
Burmans erste Ehefrau Sandy Burman (1943–2019) und seine zweite Ehefrau Bari Dreiband-Burman waren ebenfalls im Make-up-Bereich tätig.

## Filmografie (Auswahl)
- 1968: Planet der Affen (Planet of the Apes)
- 1977: Unheimliche Begegnung der dritten Art (Close Encounters of the Third Kind)
- 1978: Die Körperfresser kommen (Invasion of the Body Snatchers)
- 1979: Prophezeiung (Prophecy)
- 1980: Heaven’s Gate
- 1982: Grenzpatrouille (The Border)
- 1982: Katzenmenschen (Cat People)
- 1984: Buckaroo Banzai – Die 8. Dimension (The Adventures of Buckaroo Banzai Across the 8th Dimension)
- 1985: Die Goonies (The Goonies)
- 1986: Howard – Ein tierischer Held (Howard the Duck)
- 1988: Die Geister, die ich rief … (Scrooged)
- 1990: Der Pate III (The Godfather Part III)
- 1990: Fegefeuer der Eitelkeiten (The Bonfire of the Vanities)
- 1990: Stirb Langsam 2 (Die Hard 2: Die Harder)
- 1992: Bodyguard (The Bodyguard)
- 1993: Last Action Hero
- 1997: Con Air
- 1998: Stadt der Engel (City of Angels)
- 2000: Men of Honor
- 2004: Suspect Zero – Im Auge des Mörders (Suspect Zero)
- 2005: Harsh Times – Leben am Limit (Harsh Times)

## Nominierungen
- 1989: Oscar-Nominierung in der Kategorie Bestes Make-up und beste Frisuren für Die Geister, die ich rief …